# Расковалов, Владислав Львович
Владислав Львович Расковалов (род. 6 июня 1943 года, Свердловск) – советский спортивный стрелок, двукратный чемпион Европы 1971 года, чемпион Европы 1972 года, двукратный чемпион СССР 1970 года, мастер спорта СССР международного класса, рекордсмен СССР, Европы и мира по спортивной стрельбе. После окончания карьеры спортсмена – военный управленец, преподаватель, кандидат технических наук, профессор, полковник в отставке. Профессор кафедры ЮНЕСКО «Управление качеством образования в интересах устойчивого развития» Санкт-Петербургского политехнического университета.

## Биография
Родился 6 июня 1943 года в Свердловске. Там же в 1960 году окончил среднюю школу № 39. В 1965 году окончил Челябинское военное автомобильное училище.
Начал заниматься стрелковым спортом в 1959 году. Тренировался в Ленинградском СКА. В 1970 году победил на чемпионате СССР по стрельбе из малокалиберной винтовки на дистанции 50 м лежа (60 выстрелов) в личном и ¬командном зачёте, и в стрельбе из пневматической винтовки на дистанции 10 м стоя (40 выстрелов).
В 1971 году победил на чемпионате Европы в Мезиборжи в личном (пневматическая винтовка, 10 м, 40 выстрелов) и командном зачёте. В 1972 году в Белграде стал чемпионом Европы в командном зачёте.
В 1972 году окончил автомобильный факультет Ленинградской военной академии тыла и транспорта. В 1976 году там же окончил адъюнктуру.
До 1993 года проходил службу в Вооруженных силах СССР и России, был уволен в запас в звании полковника.
В 1993-1997 годах работал в учебном центре профессиональной переподготовки «Перспектива» по переобучению на гражданские специальности офицеров и членов их семей. В 1997-2002 годах был ректором Санкт-Петербургского международного института повышения квалификации «Перспектива».
В 1998 году защитил диссертацию на соискание учёной степени кандидата технических наук по теме «Автоматизация научно-учебно-производственных инновационных комплексов технического обслуживания».
В 2002-2004 годах был заместителем генерального директора Центра менеджмента и маркетинга «Прогресс».
С 2004 по 2014 год возглавлял Санкт-Петербургский межрегиональный «Ресурсный центр». Был одним из инициаторов создания и непосредственным организатором в регионе системы конкурсного отбора и обучения управленческих кадров для организаций народного хозяйства РФ. Был заместителем председателя Санкт-Петербургского регионального отделения Комиссии по организации подготовки управленческих кадров для организаций народного хозяйства Российской Федерации.
С 2014 года преподаёт в Санкт-Петербургском политехническом университете, профессор. Профессор кафедры ЮНЕСКО «Управление качеством образования в интересах устойчивого развития».
С 2020 года – профессор кафедры инновационного предпринимательства Санкт-Петербургского института бизнеса и инноваций.
Председатель Комитета по работе с кадрами Санкт-Петербургской торгово-промышленной палаты.

## Награды
- Почётная грамота правительства Российской Федерации (2008)[12]
- Премия Правительства Российской Федерации в области образования (2010)[13]
- Заслуженный работник высшей школы Российской Федерации (2013)[14]
- Орден Мужества – за участие в ликвидации аварии на Чернобыльской АЭС
- 20 медалей за службу в Вооруженных силах и международное сотрудничество